# Centrum Wolności Obywatelskich
Centrum Wolności Obywatelskich (ukr. Центр Громадянських Свобод (ЦГС)) – ukraińska organizacja praw człowieka założona w 2007 roku. W maju 2022 organizacja została uhonorowana Nagrodą Demokracji 2022, w październiku 2022 otrzymała Pokojową Nagrodę Nobla razem z Alesiem Bialackim i Stowarzyszeniem Memoriał.
Monitoruje i analizuje projekty ustaw pod kątem przestrzegania standardów praw człowieka, sprawuje kontrolę publiczną nad działaniami organów ścigania, sądów i władz lokalnych, prowadzi dochodzenia w sprawie przestępstw popełnionych podczas Euromajdanu, dokumentuje prześladowania polityczne na okupowanym Krymie, rejestruje naruszenia praw człowieka i zbrodnie wojenne w Donbasie, edukuje w zakresie praw człowieka i demokracji, programów solidarności międzynarodowej itp. Kierownikiem Centrum Wolności Obywatelskich jest obrończyni praw człowieka Ołeksandra Matwijczuk.

## Misja i wartości
Misją Centrum Wolności Obywatelskich jest działanie na rzecz ustanowienia systemu ochrony praw człowieka, demokracji i solidarności na Ukrainie i w regionie OBWE w celu wzmocnienia godności ludzkiej.
Wartości deklarowane przez Centrum:
- szacunek dla godności człowieka
- wolność i prawa człowieka
- praworządność
- demokracja
- solidarność
- rozłączenie
- niedyskryminacja.

## Historia
- 2007 – Liderzy organizacji praw człowieka z dziewięciu krajów postsowieckich postanowili stworzyć w Kijowie centrum wsparcia zasobów transgranicznych. Tak powstało CWO (ЦГС).
- 2008 – CWO (ЦГС) zorganizowało wiele międzynarodowych szkoleń praw człowieka dla młodzieży.
- 2009 – Powstała koalicja przeciwko nienawiści. Udział w międzynarodowej sieci „Społeczeństwo i Armia”.
- 2010 – CWO (ЦГС) został współorganizatorem międzynarodowego komitetu i misji terenowej ds. praw człowieka w Republice Białorusi.
- 2011 – Organizacja międzynarodowej konferencji i przyjęcie Deklaracji międzynarodowej platformy „Solidarność Obywatelska”. Utworzono koalicję w celu ochrony podstawowych wolności w Eurazji.
- 2012 – Kampania informacyjna „Prawa człowieka poza grą”[3] na Mistrzostwach Europy w Piłce Nożnej w Polsce i Ukrainie.
- 2013 – Stworzona przez OZON („ОЗОНУ”), inicjatywa Euromajdan SOS[4].
- 2014 – Udział w mobilnych grupach monitoringowych na Krymie i Donbasie. Przekazanie do Międzynarodowego Trybunału Karnego pisma zawierającego poświadczenia o zbrodniach przeciwko ludzkości popełnionych przez reżim Janukowycza podczas Euromajdanu w 2013-2014 roku. Ustanowiono doroczną nagrodę wolontariusza. Utworzenie koalicji „Agenda Praw Człowieka”[5].
- 2015 – Rusza kampania „Let My People Go”. Pojawił się format klubów praw człowieka i weekendów praw człowieka w regionach. CWO (ЦГС) stało się autorem pomysłu na film dokumentalny „Odrzucenie”[6], realizowanego wspólnie z UKRLIFE TV. Premiera filmu dokumentalnego „Euromajdan SOS. Prawo do godności”[7]. Rozpoczęcie pracy rosyjsko-ukraińskiej grupy promującej dialog praw człowieka.
- 2016 – Zapoczątkowana została tradycja corocznej Niekonferencji Praw Człowieka[8] i Krajowej Nagrody Praw Człowieka. Powstał film VR o piwnicach, w których przetrzymywani są więźniowie Donbasu. Prowadzenie kampanii informacyjnej „Zakładnicy wojny”. Centralna Służba Bezpieczeństwa walczy o uwolnienie wszystkich więźniów przetrzymywanych w okupowanym Donbasie. W szczególności w przeddzień spotkania „Normandzkiej Czwórki” w Monachium zainicjowali międzynarodową akcję internetową mającą na celu spełnienie klauzuli o uwolnieniu więźniów #FreeDonbasHostages[9].
- 2017 – Powstanie Kijowskiej Szkoły Praw Człowieka i Demokracji[10][4]. Udział w opracowaniu projektu ustawy i rozpoczęcie kampanii na rzecz harmonizacji ukraińskiego kodeksu karnego z międzynarodowym prawem karnym. Prowadzenie działań na rzecz ochrony ofiar przemocy seksualnej w czasie wojny wraz z projektem Zero Impunity. Opracowano koncepcję „drugiej fali” reformy sądownictwa, w tym wprowadzenie efektywnego Sądu Przysięgłego na Ukrainie.
- 2018 – Rozpoczęcie kampanii #SaveOlegSentsov[11]. Wymagane 100 tys. głosów otrzymała petycja na stronie Białego Domu – apel do amerykańskiego prezydenta z żądaniem uczynienia wszystkiego dla uwolnienia Ołeha Sencowa i wszystkich ukraińskich więźniów politycznych. Rozwój koncepcji drugiej fali reformy sądownictwa. Organizacja międzynarodowej konferencji „Parlamentarians for Global Actions”[12] w Kijowie. Nagroda Wolontariatu otrzymała nagrodę w dziedzinie zarządzania wolontariatem – Volunteer Management Award w nominacji „Promocja i popularyzacja wolontariatu”.
- 2019 – Rusza kampania #PrisonersVoice. Utworzenie krajowego okrągłego stołu w sprawie wolności religijnych. Ołeksandra Matwijczuk, przewodnicząca zarządu KC Ukrainy, dzięki swojej pracy publicznej na rzecz praw człowieka znalazła się na liście stu najbardziej wpływowych kobiet Ukrainy. W szóstym roku aktywnej kampanii na rzecz uwolnienia więźniów kremlowskich proces wymiany został ostatecznie odblokowany, co nie mogłoby się odbyć bez ciągłego nacisku społeczeństwa obywatelskiego, a także międzynarodowego rzecznictwa na wysokim szczeblu politycznym, w którym CWO (ЦГС) nie uczestniczyło tylko jako organizacja praw człowieka, ale także jako koordynator sieci międzynarodowej. CWO (ЦГС) uruchomiło pierwsze na Ukrainie narzędzie internetowe do publicznej kontroli dochodzeń w sprawie ataków i innych form prześladowania działaczy publicznych.
- 2020 – CWO (ЦГС) zainicjowało międzynarodową akcję solidarnościową #BelarusWatch[13]. Opracowano nową strategię organizacji. Kampania rzecznicza, w której CWO (ЦГС) aktywnie uczestniczyła, przyniosła długo oczekiwany rezultat – powołanie ambasadora ds. ochrony języka państwowego, utworzenie Sekretariatu i rozpoczęcie rzeczywistych prac w tym kierunku. Uruchomienie chatbota Fight Back[1] – internetowego narzędzia dla osób (lub ich bliskich), które padły ofiarą przestępstw, z wyjaśnieniem krok po kroku konkretnych działań.
- 2021 – W czerwcu 2021 r. szef organizacji CWO (ЦГС) został wybrany jako kandydat do wyborów na członka Komitetu ONZ przeciwko Torturom. Przy wsparciu Ministerstwa Spraw Zagranicznych, parlamentarzystów, ukraińskich i międzynarodowych organizacji pozarządowych Ołeksandra Matwijczuk przeprowadziła kampanię społeczną. Po raz pierwszy od 2011 r. sekretariat Platformy Solidarności Obywatelskiej przeniósł się na wschód od Wiednia w regionie OBWE. Na najbliższe dwa lata Centrum Wolności Obywatelskich zostało powierzone ważne zadanie – koordynowanie pracy międzynarodowej platformy, która zrzesza około stu organizacji praw człowieka z różnych krajów Europy, Eurazji i Ameryki Północnej. Nagroda Wolontariusza Euromajdanu SOS 2021 zebrała rekordową liczbę nominowanych przez wszystkie lata swojego istnienia – 278.
- 2022 – CWO (ЦГС) przystąpiło do globalnej inicjatywy „Przerwij krąg bezkarności za rosyjskie zbrodnie wojenne” (w skrócie „Trybunał dla Putina”)[14], która powstała w odpowiedzi na agresję Federacji Rosyjskiej na pełną skalę w lutym 2022 r. Uczestnicy inicjatywy dokumentują wydarzenia, w których ślady zbrodni ze Statutu Rzymskiego Międzynarodowego Trybunału Karnego (ludobójstwo, zbrodnie przeciwko ludzkości, zbrodnie wojenne) widoczne są we wszystkich regionach kraju, które stały się przedmiotem ataku. Inicjatywa aktywnie działa na szczeblu międzynarodowym, aby wykorzystać istniejące mechanizmy ONZ, Rady Europy, OBWE, UE i Międzynarodowego Trybunału Karnego do powstrzymania przestępstw i karania winnych.

## Obszary działalności
- Grupa obserwacji obywatelskiej OZON[15] – inicjatywa będąca sposobem na ustanowienie kontroli nad działalnością organów ścigania, sądów, samorządu miejskiego w różnych regionach Ukrainy. Ruch ochotniczy na rzecz sprawiedliwości i bezpieczeństwa wolności wyborów. Na obrzeżach inicjatywy Centrum Wolności Obywatelskich, po utworzeniu mechanizmu kontroli społecznej śledztwa, kierowało presją i ponownym śledztwem przedstawicieli społeczności w Kijowie i innych regionach. Lider programu pracy z wolontariuszami i systemu szkoleń, OZON, nieustannie włącza do projektów młodzież, studentów i inne aktywne środowiska. Wolontariusze biorą czynny udział w organizacji szkoleń i pomagają fachową wiedzą.
- Kijowska Szkoła Praw Człowieka i Demokracji (КШПЛ та Д)[10] – bezpłatna platforma edukacyjna dla Centrum Wolności Obywatelskich. Działalność szkoły polega na prowadzeniu wykładów krytycznych, szkoleń, dyskusji, pokazów filmowych, całodobowych i edukacyjnych kursów w Kijowie i innych miejscach. Szkoła daje możliwość rozpoczęcia działalności na rzecz praw człowieka, dowiedzenia się więcej o prawach ludzi lub zostania wolontariuszem jednego z projektów Centrum Wolności Obywatelskich. Od momentu powstania szkoły i do 2022 r., ponad 3000 uczniów z dwudziestu krajów świata zostało uczestnikami szkoleń.
- Prisoner’s Voice[16][17] – celem inicjatywy jest uwolnienie wszystkich ukraińskich więźniów politycznych w Rosji, na Krymie i w Donbasie. Natychmiast po zatrzymaniu pierwszych obywateli Ukrainy na wschodzie, a także na kontrolowanym przez Rosję Krymie, Centrum Wolności Obywatelskich rozpoczęło międzynarodowe kampanie mające na celu ochronę ukraińskich więźniów politycznych i cywilnych zakładników. W 2014 roku CWO (ЦГС) zainicjowało kampanię informacyjną #LetMyPeopleGo, której celem było zwrócenie uwagi na prześladowania polityczne obywateli Ukrainy w Rosji, na Krymie i w Donbasie. Podczas kampanii tysiące ludzi w całej Europie, a także w USA i innych krajach przyłączyło się do żądania uwolnienia wszystkich ukraińskich więźniów politycznych więzionych w Rosji i na Krymie. W 2018 roku, kiedy ukraiński reżyser filmowy i więzień polityczny Ołeh Sencow rozpoczął strajk głodowy, Komitet Centralny Ukrainy uruchomił międzynarodową inicjatywę #SaveOlegSentsov. Akcje domagające się uwolnienia Sencowa i wszystkich ukraińskich więźniów politycznych miały miejsce w kilkudziesięciu krajach na całym świecie. W 2019 roku, po tym jak Ołeh Sencow został zwolniony z więzienia i wrócił z Rosji, inicjatywa została przemianowana na #PrisonersVoice. Celem inicjatywy pozostało uwolnienie wszystkich ukraińskich więźniów politycznych w Rosji, na Krymie i w Donbasie.
- Kijowski HUB Praw Człowieka[18] – promuje rozwój praw człowieka i inicjatywy publiczne. Rozpoczął pracę nad wspieraniemobecnych i tworzenia nowych inicjatyw na rzecz praw człowieka. Możliwości centrum wykorzystują organizacje praw człowieka i publiczne stowarzyszenia, a także nieformalne koalicje do organizowania własnych wydarzeń. W ramach mentoringu CWO (ЦГС) organizacje publiczne mają możliwość uczenia się, konsultacji w kwestiach organizacyjnych, w szczególności w kwestiach związanych z rejestracją organizacji publicznych, a także wsparcia w organizacji spotkań roboczych, sesji strategicznych i planowania strategii rzeczniczych na poziomie krajowym i międzynarodowym.
- Euromajdan SOS[19] – samodzielna inicjatywa stworzona w odpowiedzi na brutalne rozproszenie pokojowej demonstracji studenckiej na Placu Niepodległości 30 listopada 2013 r., której celem jest zapewnienie prawnej i innej pomocy prześladowanym uczestnikom protestów w całej Ukrainie. Inicjatywa Euromajdan SOS aktywnie dokumentowała naruszenia praw człowieka podczas akcji protestacyjnych, odegrała ważną rolę w tworzeniu sieci rzecznictwa, aby pomóc nielegalnie prześladowanym aktywistom Euromajdanu oraz koordynowała międzynarodowe akcje solidarnościowe na rzecz ukraińskich protestujących w latach 2013–2014. Wraz z zakończeniem aktywnej fazy protestów na Majdanie, inicjatywa Euromajdan SOS rozpoczęła monitorowanie łamania praw człowieka na Krymie i w Donbasie. Od początku rosyjskiej agresji wznowiono działalność Euromajdan SOS, a obrońcy praw człowieka zaczęli dokumentować zbrodnie wojenne, zbrodnie przeciwko ludzkości, łamanie praw człowieka, a także wszelkie działania mające znamiona zbrodni w rozumieniu Statutu Rzymskiego Międzynarodowego Trybunału Karnego[20].
- #BelarusWatch[21] – globalna kampania solidarnościowa, która z pomocą wolontariuszy zbiera i systematyzuje informacje o naruszeniach praw człowieka na Białorusi od początku pokojowych protestów w sierpniu 2020 roku. Inicjatywa zrzesza ludzi z różnych krajów, także w ramach kampanii odbywają się akcje i imprezy na rzecz białoruskiego społeczeństwa obywatelskiego i indywidualnych działaczy, którzy zostali dotknięci represjami politycznymi.
- Agenda Praw Człowieka[22] – nieformalna koalicja organizacji praw człowieka pracujących nad poprawą ustawodawstwa zgodnie ze standardami praw człowieka. Platforma Agendy Praw Człowieka (HRA) koncentruje się na wdrażaniu reform organów ścigania, Służby Bezpieczeństwa Ukrainy, reformie sądownictwa, instytucie Rzecznika Praw Człowieka VRU, wdrażaniu norm prawa międzynarodowego do ustawodawstwa Ukrainy. Chodzi o prace nad ratyfikacją Konwencji Rady Europy o zapobieganiu przemocy wobec kobiet i przemocy domowej oraz zwalczaniu tych zjawisk (Konwencja Stambulska), Statucie Rzymskim Międzynarodowego Trybunału Karnego, przyjęciu projektu prawa o zbrodniarzach wojennych. 2689. Uczestnikami Platformy są Ukraińska Helsińska Unia Praw Człowieka, Charkowska Grupa Ochrony Praw Człowieka, Centrum Wolności Obywatelskich, Amnesty International na Ukrainie, Centrum Praw Człowieka ZMINA, Centrum Badań Egzekwowania Prawa, projekt „Bez Granic”, Euromajdan SOS i inne. Platforma jest koordynowana przez Centrum Wolności Obywatelskich.
- Ochrona obrońców praw człowieka – Centrum Wolności Obywatelskich wraz z Euromajdan SOS opracowało interaktywną mapę brutalnych uprowadzeń obrońców praw człowieka, aktywistów, dziennikarzy i przedstawicieli samorządów lokalnych[23].
- PROBONO.HELP – Euromajdan SOS wraz z PROBONO.BY (Białoruś) uruchomiły centrum kontaktowe, aby pomóc wszystkim, którzy potrzebują szybko znaleźć odpowiednie i aktualne informacje na różne pojawiające się problemy. Od początku inwazji na pełną skalę Federacji Rosyjskiej powstała Mapa Inicjatyw, która została zgromadzona w chatbocie Euromajdan SOS. Jednak w celu poszerzenia możliwości komunikacji z ofiarami, CGS połączył siły z kolegami z PROBONO.BY, którzy mieli udane doświadczenie w organizowaniu centrum kontaktowego na Białorusi podczas masowych protestów w 2020 roku. Centrum kontaktowe zostało zaprojektowane tak, aby osoby potrzebujące pomocy mogły szybko uzyskać potrzebne informacje lub kontakty. Z PROBONO.HELP może skontaktować się każdy kto:
  - potrzebuje pomocy lub może ją udzielić;
  - kto znajduje się w strefie walk na Ukrainie;
  - kto przekroczył już granicę z Ukrainą i jest obecnie bezpieczny; kto nie wie gdzie szukać pomocy. Jeśli dana osoba przebywa na Ukrainie, PROBONO.HELP[24][25] pomaga w znalezieniu informacji i nawiązaniu kontaktu z inicjatywami pomagającymi w ewakuacji na terenie Ukrainy i poza nią, udzielającymi pomocy i konsultacji psychologicznej, pomocy i konsultacji medycznej, pomocy prawnej oraz innych. PROBONO.HELP pomaga osobom, które wyjechały poza Ukrainę, znaleźć informacje o inicjatywach i funduszach pomocowych na transport, mieszkanie, żywność i podstawowe artykuły pierwszej potrzeby (odzież, artykuły higieniczne), opiekę medyczną i psychologiczną.